# 翁納
翁纳（德語：Unna，發音：[ˈʊna] ⓘ）是德国北莱茵-威斯特法伦州阿恩斯贝格行政区翁纳县的城市，面积88.56平方千米，2023年12月31日人口为60,223人。

## 友好城市
翁纳与以下城市结为友好城市：
- 荷蘭 瓦尔韦克（1968年）
- 德国 恩基希（1969年）
- 法國 帕莱索（1969年）
- 德国 德伯爾恩（1989年）
- 匈牙利 奧伊考（1990年）
- 義大利 比萨（1996年）